# Aielli
Aielli es una localidad italiana de la provincia de L'Aquila, región de Abruzos, con 1.468 habitantes. Es uno de los municipios más altos del altiplano de Fucino, en Marsica, está situado al norte del ex lago homónimo y está rodeado en su parte septentrional por una cadena de montes del grupo del Sirente.

## Evolución demográfica
| Gráfica de evolución demográfica de Aielli entre 1861 y 2001 |
|                                                              |
| Fuente ISTAT - elaboración gráfica de Wikipedia              |